# Пядики
Пя́дики (укр. П'ядики) — село в Коломыйском районе Ивано-Франковской области Украины. Административный центр Пядикской сельской общины.

## История
В 1986 году здесь был построен сельский клуб с залом на 300 мест.
Рядом с селом имеется спортивный аэродром «Пядики», где проводятся соревнования по аэроакробатике.
Население по переписи 2001 года составляло 3567 человек.

## Известные уроженцы
- Яков Палий (также 'Якив Палий) — военный преступник времен Второй мировой войны, причастный к смерти нескольких тысяч евреев[2].